# ボストン社会フォーラム
ボストン社会フォーラム（Boston Social Forum）は、2004年7月23 - 25日にマサチューセッツ大学ボストン校で行われた、世界社会フォーラム憲章に準拠する、北米最初の社会フォーラム。ボストンの労働組合ネットワーク「マサチューセッツ・グローバル・アクション（Massachusetts Global Action）」によりコーディネイトされた。
300以上の地域団体、労働団体の5000名以上が、550以上のワークショップ、イベントに参加。参加者は、過半数を占めるアメリカ合衆国北東部の市民と、十数カ国以上の代表者で構成され、同時通訳により会議が行われた。
著名な参加者としてはハワード・ジン、ノーム・チョムスキー、ジョン・セイルズ、クリス・クーパーなどが挙げられる。